# Fall in Line
„Fall in Line” to piosenka z pogranicza popu i soulu, stworzona na ósmy album studyjny amerykańskiej piosenkarki Christiny Aguilery Liberation (2018). Powstały przy gościnnym udziale amerykańskiej wokalistki Demi Lovato oraz wyprodukowany przez Jona Belliona, utwór wydany został na singlu 16 maja 2018 roku.
Nagranie zostało pozytywnie ocenione przez krytyków muzycznych i uzyskało nominację do nagrody Grammy w kategorii najlepszy występ pop duetu lub grupy. Nominowano je też do nagrody Girls’ Choice jako najbardziej inspirującą piosenkę roku. Piosenka uplasowała się na kilku listach przebojów tygodnika Billboard, między innymi Bubbling Under Hot 100 (miejsce pierwsze), Digital Songs (miejsce 17.) czy Canadian Digital Songs (pozycja 29.). W oficjalnym notowaniu najlepiej sprzedających się singli na Węgrzech „Fall in Line” zajęło miejsce siedemnaste, w Grecji – miejsce 37., a w Szkocji – 56.
Teledysk do utworu wyróżniony został przez MTV España nagrodą dla najlepszego klipu lata.

## Informacje o utworze
„Fall in Line” jest skomponowaną w średnim tempie piosenką z pogranicza popu i soulu, która przez dziennikarzy muzycznych uznana została za feministyczny hymn. Utwór rozpoczyna się od brzmienia dudniącej linii basowej oraz nierównego, „rozproszonego” beatu. Producentem nagrania jest Jon Bellion. Ponadto funkcję koproducencką przypisano Markowi Williamsowi i Raulowi Cubinie. „Fall in Line” napisany został przez zespół sześciu kompozytorów, wśród których znaleźli się Aguilera, Bellion, Audra Mae, Jonathan „Jonny” Simpson, Williams i Cubina. Mae była autorką piosenek „The Real Thing” i „Shotgun”, nagranych przez Aguilerę na potrzeby serialu telewizyjnego Nashville (2015). Początkowo to na jej albumie miała pojawić się kompozycja „Fall in Line”. O prawa do piosenki, bezskutecznie, ubiegała się też Beyoncé. Utwór konkretyzowany był długo; Aguilera zaczęła nad nim pracować parę lat przed premierą płyty Liberation. Sesje nagraniowe odbywały się w studiu The Guest House w Hollywood Hills.
W tekście utworu podjęto tematy empowermentu oraz gloryfikowania pustej kobiecości, która skupiona jest wyłącznie na atrakcyjnym wyglądzie zewnętrznym. Aguilera dedykowała piosenkę „wszystkim, którzy kiedykolwiek byli uciszani lub tłumieni, poszukiwaczom prawdy i osobom odważnie myślącym”. W wywiadzie udzielonym Zane’owi Lowe na antenie stacji radiowej Beats 1 artystka powiedziała, że utwór powstał z myślą o każdym, kto czuje się pozbawiony władzy i upodmiotowiony z powodu tego, kim jest; z myślą o ludziach zmagających się z uciskiem, opresją i „wewnętrznymi demonami”.
Podmiot liryczny zwraca się do młodszej wersji siebie samego, do siebie z przeszłości; śpiewa, że nikt nie ma prawa panować nad drugim człowiekiem. Fantazjuje też o równości między kobietami a mężczyznami. W refrenie padają słowa: „Mam rozum, którym pokażę swoją siłę; mam prawo wyrazić swoje zdanie. Zapłacę za to − spalą mnie na stosie. Jednak w moich żyłach płynie ogień. Nie przyszłam na świat, aby się podporządkowywać.” W piosence poruszona zostaje kwestia toksycznej męskości. Tuż przed oraz zaraz po finalnym refrenie skorygowany niską tonacją głos przypadkowej osoby skanduje: „Raz, dwa, trzy; maszeruj, dwa, trzy! Zamknij buzię, wypnij pośladki. Kto ci powiedział, że masz prawo myśleć?” Według dziennikarza Dave'a Quinna, utwór ma za zadanie przypomnieć kobietom, że są silne i mają prawo „walczyć o swoje”. Quinn porównał nagranie do singlowych kompozycji Aguilery, „Can’t Hold Us Down” i „Fighter”, które również traktowały o kobiecej sile. Albert Nowicki pisał: „W 'Fall in Line' artystka rozprawia się z toksyczną męskością. Choć w przyszłość zerka z pewną dozą niepewności, zachęca, by nie chować głowy w piasek: należy otwarcie pokazywać blizny, może nawet zdobywać nowe podczas walki o równouprawnienie.”

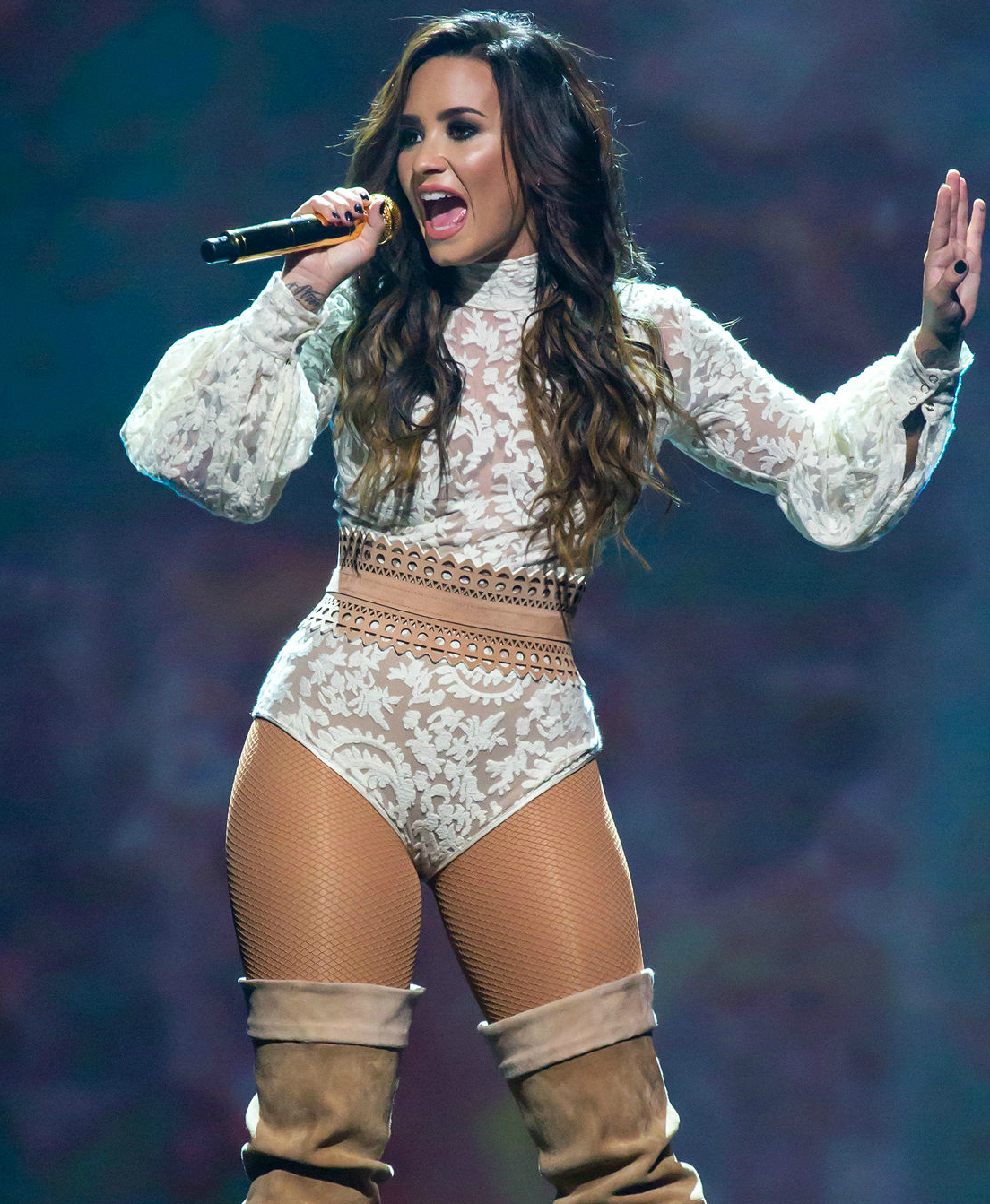
Demi Lovato od najmłodszych lat uznawała Aguilerę za idolkę.

W lutym 2018 Demi Lovato udzieliła wywiadu dziennikarzom magazynu Billboard i wyznała, że podjęła współpracę ze swoją idolką; nie potwierdziła jednak, że mowa o Aguilerze. W marcu piosenka − jeszcze w wersji demo, wykonywana solowo − wyciekła do internetu (podobnie jak fragment „Masochist”, innego utworu nagranego na album Liberation). Zarządcom wytwórni RCA Records szybko udało się usunąć wszelkie kopie nagrania z sieci. Wkrótce potem Bellion potwierdził, że piosenka powstała jako kolaboracja Aguilery i Lovato, komunikując o tym w poście na Twitterze. W wydaniu czasopisma Billboard z maja 2018 Aguilera oficjalnie oznajmiła, że nagrała utwór z Lovato na featuringu. Powiedziała też, że kiedy po raz pierwszy usłyszała partie śpiewane przez Lovato − w zmasterowanym już nagraniu − była poruszona i niemal zaczęła płakać. Szukała wokalistki o silnym głosie; kogoś, kto pomoże piosence „zabłysnąć”.

## Wydanie singla
Oficjalna premiera singla odbyła się 16 maja 2018 roku, około godziny 14:00 czasu środkowoeuropejskiego letniego. Wydawnictwo opublikowano w mediach strumieniowych oraz w systemie digital download. Tego samego dnia nagranie miało swoją premierę radiową na terenie Włoch, a nazajutrz − w Australii.
Jeszcze w dniu premiery singel uplasował się na miejscu pierwszym w trzynastu autonomicznych sektorach iTunes Store, na listach badających popularność nowych wydawnictw (między innymi w Hiszpanii, Brazylii i Argentynie); zajął też pozycję trzecią w Stanach Zjednoczonych, czwartą w Holandii i dziesiątą w Polsce. Następnego dnia w Polsce wspiął się na miejsce drugie, a w USA − na szczyt listy. Objął też pozycję pierwszą w ogólnoświatowym notowaniu iTunes Charts. 18 maja utwór zadebiutował na szkockiej liście przebojów, wydawanej przez Official Charts Company, zajmując miejsce sześćdziesiąte czwarte. Później jako szczytowe objął w tym zestawieniu miejsce pięćdziesiąte szóste. 26 maja wszedł na listę najlepiej sprzedających się singli w Chile, debiutując z pozycji sześćdziesiątej piątej. Wkrótce potem debiutował w notowaniach Billboardu Bubbling Under Hot 100 oraz Canadian Hot 100, kolejno na miejscach #1 oraz #97. 28 maja „Fall in Line” zyskał status najchętniej streamowanego utworu Aguilery w serwisie Spotify, a pod koniec października osiągnął wynik blisko 29 mln streamów w samych Stanach Zjednoczonych.
Finalnie nagranie uplasowało się na miejscu pierwszym listy iTunes Store w trzydziestu państwach świata.

## Opinie
„Fall in Line” znalazł się na lipcowej liście najlepszych utworów 2018 roku według magazynu Cosmopolitan. W końcoworocznym głosowaniu, zorganizowanym przez serwis NPR.org (National Public Radio), „Fall in Line” wyłoniono jako czternastą najlepszą piosenkę 2018 roku. Muri Assunção, redaktor Billboardu, okrzyknął nagranie jako hymn społeczności LGBT. Według Gary'ego Jamesa, piszącego dla portalu Entertainment Focus, „Fall in Line” to jeden z pięciu najlepszych duetów w karierze Aguilery, a według serwisu Tan's Topics – jeden z pięciu najlepszych utworów o kobiecej sile i empowermencie.

### Recenzje
Krytycy muzyczni docenili utwór, między innymi za feministyczny przekaz. Według Wendy Geller (Yahoo!), „Fall in Line” to „inspirujący, podnoszący na duchu duet”, który fanów muzyki pop powinien „rozpalić do czerwoności”. Joshua Copperman, publikujący na łamach czasopisma muzycznego Spin, uznał, że piosenka „w melancholijny sposób nawiązuje do ballady Aguilery 'Beautiful' oraz singlowego utworu Lovato 'Confident'”. Copperman chwalił harmonię obu wokali oraz mastering: mianowicie modulację, jaką wprowadzono do piosenki w finalnych jej sekundach. Lake Schatz (Consequence of Sound) stwierdził, że nagranie jest „żarliwe”, „pełne pasji”. Zdaniem Jędrzeja Rakoczego, krytyka związanego z portalem spidersweb.pl, „Fall in Line” stanowi „starcie dwóch mocnych głosów”. W serwisie ratingsgamemusic.com przyznano singlowi ocenę w postaci . Utwór określono jako „buntowniczy”, „zaśpiewany z pasją”, lepszy niż „Accelerate” (tj. poprzedni singel z albumu Liberation). Recenzja opublikowana przez witrynę A Bit of Pop Music również była pozytywna. Pisano w niej, że „Fall in Line” to „ballada pełna głębokich emocji, o bardzo postępowej produkcji muzycznej”, a jej przekaz liryczny „umiejętnie uwydatnia śmiałe udźwiękowienie”. Na portalu Idolator, podobnie, konkludowano, że produkcja singla jest „niesamowita”. Dziennikarz pochwalił też interpretację wokalną Aguilery i Lovato, a samemu nagraniu wróżył, że zostanie wakacyjnym przebojem. Danielle Holian, współpracująca z irlandzkim pismem Pure Magazine, wnioskowała, że głosy obu artystek doskonale się ze sobą łączą. Omówienie opublikowane na stronie WLKM.pl miało aprobatywny charakter: koncepcję piosenki uznano za „przemyślaną”. W recenzji albumu Liberation, która ukazała się na łamach amerykańskiego dziennika Newsday, „Fall in Line” opisano jako „wybuchowy duet”. Ilana Kaplan (The Independent) wskazała „Fall in Line” jako najlepszy utwór zawarty na Liberation, doceniając jego „namiętność” i potęgę wokalną obu wykonawczyń. W magazynie Los Angeles Times zanotowano, że kompozycja jest „burzliwa”, a „dygocząca ścieżka instrumentalna przypomina soundtrack filmowy”.
W tygodniku Time pojawiło się omówienie autorstwa Jamiesona Coksa. Porównał on „Fall in Line” do „Fighter” i „Beautiful” − „piosenek, które uczyniły z Aguilery postać inspirującą kolejne pokolenia artystów”. Jak twierdził Cox, dzięki nagraniu „Aguilera mówi, co chce powiedzieć i dzieli się swoją wiedzą ze słuchaczami”. Jon Pareles z czasopisma The New York Times nazwał „Fall in Line” „buntowniczą elegią”. W serwisie spidersweb.pl pisano: „'Fall in Line' spokojnie można uznać za oficjalny hymn ruchów Time's Up oraz #MeToo. Oparty na orkiestralnym, marszowym rytmie numer, z soczystymi basami w tle, jest wyraźną satyrą na hip-hopowy szowinizm i mizoginię. Jest to satyra na tyle subtelna, że nie jest ona wcale łatwa do wyłapania.” Recenzja Mike’a Nieda była bardziej krytyczna. Stwierdzono w niej, że Aguilera „odnalazła w Lovato godną partnerkę”, ale sam utwór „nie jest równie ikoniczny jak, na przykład, 'Can’t Hold Us Down'”. Dylan Nguyen, redaktor portalu BuzzFeed, chwalił nagranie za siłę przekazu, nazywając je „mocnym, wyrazistym hymnem”.

## Teledysk

### Lyric video
16 maja 2018 roku w sieci pojawił się promocyjny wideoklip tekstowy (lyric video), mający formę teasera i zapowiadający nadejście właściwego klipu. Wersy piosenki prezentowane są w nim na tle fotografii przedstawiających kobiety, ich twarze i sylwetki. Alternatywnie ukazywane są ujęcia dużych miast, ulice i wieżowce. Słowa refrenu śpiewane są przez żeńskie usta. Klip udostępniony został na oficjalnym kanale Aguilery w serwisie YouTube.

### Oficjalny teledysk
22 maja Aguilera zamieściła na Twitterze siedmiosekundowy materiał, przedstawiający fragmenty oficjalnego teledysku. Nazajutrz, około godziny 19:00 czasu środkowoeuropejskiego letniego, wideoklip miał swoją premierę internetową. Klip wyreżyserował Luke Gilford − fotograf, reżyser i operator filmowy, znany ze współpracy z Davidem Lynchem. Wideo rozpoczyna się od ujęcia dwóch małych dziewczynek − blondynki i brunetki − które w słoneczny dzień bawią się poza domem. Dzieci, pojmane przez parę groźnych mężczyzn w militarnych strojach, zostają osadzone w futurystycznym więzieniu, gdzie są przetrzymywane aż do dorosłości. Na miejscu mężczyźni zmuszają je do śpiewania przed kamerami. Bohaterki, ubrane w czarne, skórzane kurtki, nokautują jednego ze strażników, a następnie w pośpiechu opuszczają placówkę, która położona była kilka metrów pod ziemią. Trafiają na bujną, idylliczną łąkę − tę samą, na której bawiły się jako kilkulatki. Joey Nolfi (Entertainment Weekly) uznał, że wideoklip opowiada o „wyrwaniu się ze szponów patriarchatu”. Podobne refleksje nasunęły się Ryanowi Reedowi, dziennikarzowi publikującemu na łamach dwutygodnika Rolling Stone. Reed konkludował, że monitorujące bohaterki kamery to „wyraźna krytyka współczesnego społeczeństwa, które jest opresyjne wobec kobiet”.
Producentami klipu zostali Violaine Etienne i Peter Sprouse. Role strażników więziennych zagrali Julian Horne i Hudson James Adler. Teledysk kręcono w olbrzymiej serwerowni komputerowej, zlokalizowanej w Śródmieściu Los Angeles. Sceny przedstawiające łono natury miały powstawać na ranczu, położonym poza miastem, ale finalnie, z powodu ograniczeń czasowych, na planie zbudowano sztuczną łąkę. Autorką konstrukcji była scenografka, Emma Fairley. Strój Aguilery w scenie, gdy śpiewa ona przed kamerami, zainspirowany został skąpym kostiumem, jaki nosiła ona w czasach promocji albumu Stripped (2002).
Tematyką klipu jest, między innymi, utrata niewinności. W teledysku, jako wysocy rangą pracownicy więzienia, wystąpili aktorzy podobni do Matthew Diamonda i Kelly'ego Warda. Diamond reżyserował Lovato w disnejowskim filmie Camp Rock (2008), gdy ta miała mniej niż szesnaście lat. Ward pracował przy serialu stacji Disney Channel Mickey Mouse Clubhouse, reżyserując wokal młodocianych aktorów. Zdaniem Mike’a Wassa (Idolator), sceny, w których Aguilera i Lovato stawiane są w wypełnionym kamerami pomieszczeniu i zmuszane do śpiewania, „stanowią oczywiste nawiązanie do tego, jak traktowano wokalistki w latach dziecięcych, gdy rozpoczynały karierę muzyczną” (obie były niejako obiektami w rękach starszych, wpływowych mężczyzn). Moment ucieczki więźniarek zinterpretował Wass jako nawiązanie do lat 2002, 2015, kiedy Aguilera wydała album Stripped, a Lovato − płytę Confident. Były to chwile, w których obie piosenkarki wyrwały się spod instrukcji swoich wytwórni, zyskały wolność artystyczną, a w świadomości słuchaczy zaczęły jawić się jako silne kobiety. Jednak dziennikarz o pseudonimie Vigilant Citizen sugerował, że wokalistki nadal widzą w sobie „niewolnice branży muzycznej”, a wideoklip ma stanowić świadectwo tych uczuć.

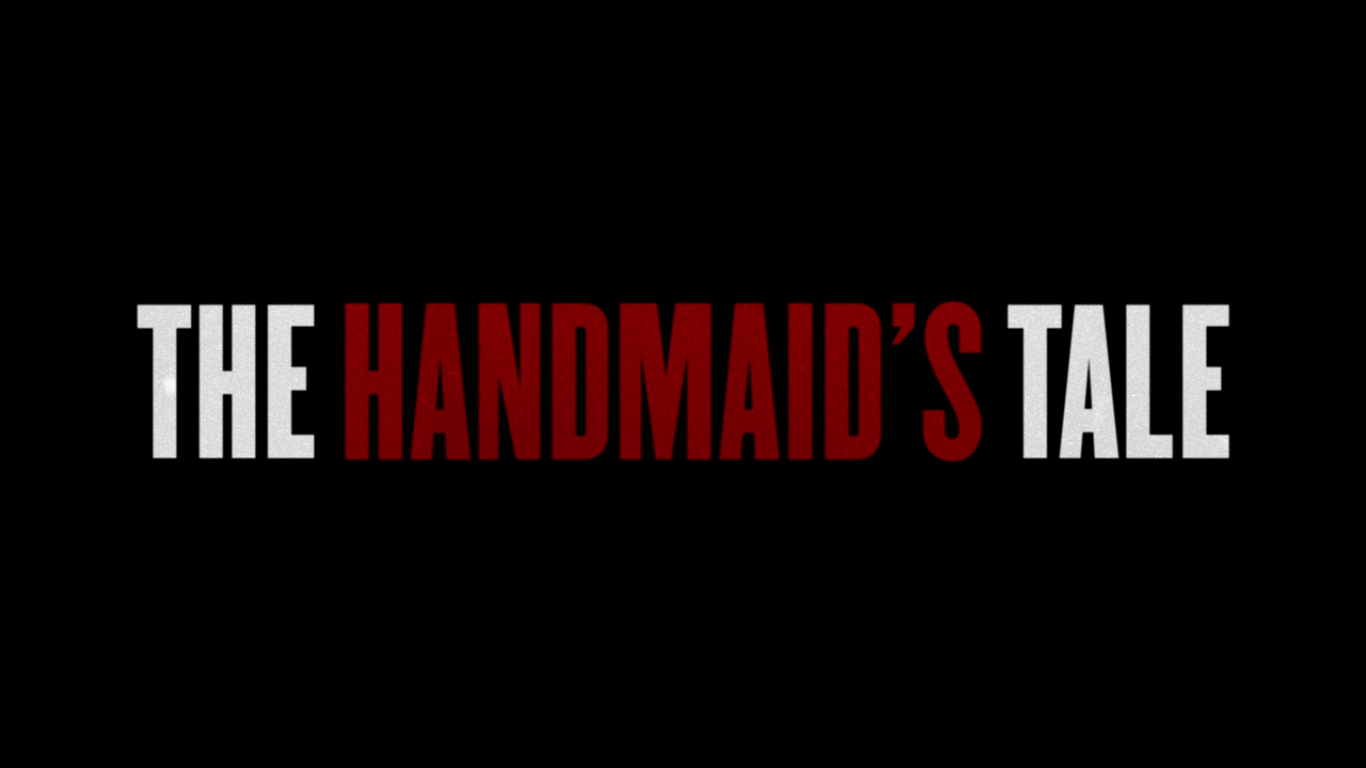
Tuż po premierze uznano, że wideoklip przypomina odcinek serialu produkcji Hulu, Opowieść podręcznej.

Mackenzie Cummings-Grady, związany z czasopismem Billboard, okrzyknął teledysk jako poetycki. Świat przedstawiony w wideoklipie jest wysoce wystylizowany, a przy tym odzwierciedlający tekst utworu, który posiada feministyczną wymowę. Wizja reżysera ma być dystopiczna. Dziennikarz muzyczny Mark Sundstrom uznał, że klip przypomina odcinek serialu science-fiction Czarne lustro (Black Mirror). Twierdził również, że scena, w której Aguilera i Lovato powalają na ziemię strażnika, ma drugie dno: stanowi komentarz dotyczący pozycji uprzywilejowanych, heteroseksualnych mężczyzn w społeczeństwie. Antybohaterami klipu są zamaskowani, supermęscy mężczyźni. Według Sundstroma, „osoby LGBT będą teledyskowi wiwatować”. Taylor Henderson, redaktor gejowskiej witryny pride.com, nazwał wideoklip „listem miłosnym, napisanym ku pokrzepieniu młodych kobiet”. W omówieniu dla magazynu Out Rose Dommu pisała, że miejsce akcji to tak naprawdę tajny obiekt rządowy rodem z dramatu telewizyjnego Opowieść podręcznej (The Handmaid’s Tale). Opinii tej wtórowała pamflecistka Claire Dodson, poświadczając: „Z punktu widzenia estetyki filmowej 'Fall in Line' przypomina Opowieść podręcznej oraz sagę Igrzyska śmierci (The Hunger Games)”. Beatrice Hazlehurst (Paper) wnioskowała, że wideoklip już w dniu premiery zyskał status ikonicznego, bo Aguilera i Lovato „walczą w nim z systemem”. Uwagę zwróciła też na feministyczną scenę, w której Aguilera, jako więźniarka, uwodzi strażnika tylko po to, by go pobić i zapewnić sobie drogę ucieczki. W recenzji opublikowanej na stronie celebsgo.com uznano, że teledysk jest „najwyższej klasy” i ilustruje „bardzo silną piosenkę”.
14 czerwca 2018 na oficjalnym profilu Aguilery w serwisie YouTube zamieszczono dwuminutowy materiał z planu zdjęciowego (behind the scenes), odsłaniający kulisy powstawania wideoklipu. Pod koniec września teledysk wyróżniony został przez MTV España nagrodą dla najlepszego klipu lata. Uzyskał też nominację do nagrody BreakTudo, w kategorii wideoklip roku.

#### Współtwórcy
- Reżyseria: Luke Gilford[85]
- Producent: Violaine Etienne, Peter Sprouse[85]
- Aktorzy: Christina Aguilera, Demi Levato, Julian Horne, Hudson James Adler
- Scenografia: Emma Fairley[88]
- Wytwórnia: Serial Pictures[85]

## Promocja i wykonania koncertowe
16 maja 2018, w dniu premiery singla, w serwisie YouTube pojawił się materiał bonusowy wycięty z odcinka Carpool Karaoke − internetowego programu Jamesa Cordena. Aguilera i Corden w całości odśpiewują w nim piosenkę „Fall in Line”. 8 maja ogłoszono, że Aguilera i Lovato wystąpią na nadchodzącej gali rozdania nagród Billboard Music Awards 2018. Uroczysty koncert odbył się w hali widowiskowej MGM Grand Garden Arena 20 maja. Aguilera pojawiła się na scenie jako pierwsza; miała na sobie czarny, skórzany trencz. Po chwili otoczyli ją tancerze, ubrani w ciemne, wojskowe stroje. Następnie swoją partię zaczęła śpiewać Lovato, a estrada została oświetlona na czerwono. Na postawionym tuż za Aguilerą i Lovato ekranie wyświetlono nagranie wideo, ukazujące dwie małe dziewczynki w otoczeniu kwiatów. Klip zainspirowany został kampanią reklamową Daisy, która w amerykańskiej telewizji wyświetlona została przed wyborami prezydenckim w 1964 roku. Zdaniem Dave'a Quinna, dziennikarza współpracującego z tygodnikiem People, występ był pełen energii, a obie wokalistki „brzmiały razem niesamowicie”. Wykonanie spotkało się z entuzjastycznym odbiorem wśród zgromadzonym na hali widzów, a Aguilera i Lovato otrzymały owacje na stojąco.
24 maja Lovato wystąpiła z piosenką w Belfaście. Miało to miejsce podczas trasy koncertowej Tell Me You Love Me World Tour, promującej jej szósty album studyjny. Utwór został częścią setlisty trasy w Europie, zastępując nagranie „Smoke & Mirrors”. 26 maja w sieci pojawił się wideoklip, w którym artystki Kaycee Rice i Jojo Gomez tańczą w rytm piosenki. Choreografię opracowała Gomez; za reżyserię odpowiadał Tim Milgram. 31 maja w Los Angeles odbył się listening party, organizowany przez Pandorę, na którym zgromadzeni dziennikarze i fani Aguilery mogli posłuchać kolejnych piosenek z albumu Liberation (wówczas czekającego na premierę). Na spotkaniu obecna była sama artystka, która opowiadała o poszczególnych utworach. Jednym z nich był „Fall in Line”. Na początku czerwca w sieci pojawił się klip, w którym mistrz USA w łyżwiarstwie figurowym, Johnny Weir, pojawia się na lodowisku i wykonuje układ taneczny w rytm piosenki. Kilka dni później, 9 czerwca, Aguilera zaśpiewała utwór przed publicznością obecną na koncercie charytatywnym GenentechGivesBack, w San Francisco. 14 czerwca promowała singel w programie telewizji NBC The Tonight Show Starring Jimmy Fallon, a nazajutrz pojawiła się na scenie The Today Show i wykonała trzy swoje nagrania („Fall in Line”, „Can’t Hold Us Down”, „Fighter”). 28 czerwca Aguilera była gościem na przyjęciu organizowanym przez Baracka Obamę i Krajowy Komitet Partii Demokratycznej. Zaśpiewała między innymi „Fall in Line”. 8 sierpnia artystka gościła w Dublinie. Podczas specjalnego koncertu wykonała „Fall in Line” w wersji solo. 2 września jej występ z piosenką uświetnił festiwal Curaçao North Sea Jazz. 9 września Aguilera wykonała utwór podczas imprezy organizowanej w ramach New York Fashion Week. Towarzyszyła jej między innymi drag queen Farrah Moan. W grudniu magazyn Billboard uznał ten występ za „jedno z najważniejszych muzycznych wydarzeń LGBTQ minionych dwunastu miesięcy”.
Piosenka śpiewana była w ramach trasy koncertowej The Liberation Tour (2018). Jej fragmenty, przeplatające się z materiałem wideo, wykorzystano podczas rezydentury The Xperience (2019) oraz europejskiego tournée The X Tour ('19).

## Spuścizna
W czerwcu 2019 roku utwór został wykonany przez Warwarę Koszewoj − uczestniczkę piątej edycji talent show Голос. Дети (The Voice Kids).

## Nagrody i wyróżnienia
| Rok  | Ceremonia            | Nagroda                                                | Rezultat  |
| ---- | -------------------- | ------------------------------------------------------ | --------- |
| 2018 | MTV España Awards    | najlepszy teledysk lata                                | Wygrana   |
| 2018 | BreakTudo Awards     | wideoklip roku                                         | Nominacja |
| 2018 | Luvpop Awards        | piosenka roku − świat                                  | Nominacja |
| 2018 | Luvpop Awards        | teledysk roku − świat                                  | Nominacja |
| 2018 | Luvpop Awards        | współpraca roku − świat                                | Nominacja |
| 2019 | Grammy Awards        | najlepszy występ pop duetu lub grupy                   | Nominacja |
| 2019 | Girls’ Choice Awards | najbardziej inspirująca piosenka roku (duet lub grupa) | Nominacja |

## Lista utworów singla
Digital download
1. „Fall in Line” (feat. Demi Lovato) − 4:08[2]

### Oficjalne wersje
- Radio Edit − 3:53

## Twórcy
Informacje za RCA Records oraz Tidal:
- Główne wokale: Christina Aguilera
- Producent: Jon Bellion
- Koproducent: Mark Williams, Raul Cubina
- Autor: Christina Aguilera, Audra Mae, Jonathan Bellion, Jonathan „Jonny” Simpson, Mark Williams, Raul Cubina
- Wokale wspierające: Jon Bellion, Audra Mae
- Nagrywanie: Jonathan „Jonny” Simpson
- Inżynier dźwięku: Oscar Ramirez, Scott Robinson, Jonathan „Jonny” Simpson
- Trąbka/skrzydłówka: Ryan Svendsen
- Produkcja wokalu: Mitch Allan

## Pozycje na listach przebojów
| Kraj/region       | Notowanie (2018–2019)            | Wydawca                                     | Najwyższa pozycja |
| ----------------- | -------------------------------- | ------------------------------------------- | ----------------- |
| Armenia           | Top 10 Airplay                   | Radio Van                                   | 10                |
| Belgia (Flandria) | Ultratip Bubbling Under          | Ultratop                                    | 15                |
| Chile             | Top 100 Singles                  | Nielsen Chile/IDERE/Monitec                 | 65                |
| Filipiny          | Top 30 Singles                   | Music Weekly Asia                           | 11                |
| Francja           | Top 100 Singles                  | SNEP                                        | 130               |
| Francja           | Top Singles Téléchargés          | SNEP                                        | 128               |
| Grecja            | Digital Singles Chart            | IFPI Greece/ΕΕΠΗ                            | 37                |
| Gwatemala         | Top 20 Airplay – Anglo           | Monitor Latino                              | 17                |
| Hiszpania         | Physical/Digital Singles Chart   | PROMUSICAE                                  | 21                |
| Hongkong          | Top 10 Airplay                   | Radio Television Hong Kong (RTHK)           | 1                 |
| Indonezja         | Top 50 Singles                   | Creative Disc                               | 12                |
| Indonezja         | Top Digital Songs                | LIMA                                        | 1                 |
| Japonia           | Radio Top 100 Songs              | Top Charts                                  | 1                 |
| Kanada            | Canadian Digital Songs           | Billboard                                   | 29                |
| Kanada            | Canadian Hot 100                 | Billboard                                   | 97                |
| Maroko            | Top 100 Singles                  | IFPI                                        | 80                |
| Portugalia        | Top 100 Singles                  | AFP                                         | 69                |
| Rumunia           | Bubbling Under Singles Chart     | Romanian Chart Top 100                      | 1                 |
| Stany Zjednoczone | Billboard Bubbling Under Hot 100 | Billboard                                   | 1                 |
| Stany Zjednoczone | Digital Songs                    | Billboard                                   | 17                |
| Stany Zjednoczone | Pop Digital Songs                | Billboard                                   | 7                 |
| Szkocja           | Top 75 Singles                   | OCC                                         | 56                |
| Szwajcaria        | Top 100 Singles                  | Schweizer Hitparade                         | 86                |
| Tajwan            | Top 10 Airplay                   | Hit FM                                      | 1                 |
| Tajwan            | Top 10 Airplay                   | International Community Radio Taipei (ICRT) | 7                 |
| Tajwan            | Top 50 Singles                   | RIT                                         | 3                 |
| Węgry             | Top 40 Singles                   | MAHASZ                                      | 17                |
| Wielka Brytania   | UK Download Chart                | OCC                                         | 54                |
| Wielka Brytania   | UK Singles Chart                 | OCC                                         | 99                |

## Historia wydania
| Region            | Data            | Format                                  | Wytwórnia                |
| ----------------- | --------------- | --------------------------------------- | ------------------------ |
| Świat             | 16 maja 2018    | digital download, streaming             | RCA Records              |
| Włochy            | 16 maja 2018    | airplay                                 | RCA Records              |
| Australia         | 17 maja 2018    | airplay                                 | Sony Music Entertainment |
| Stany Zjednoczone | 28 maja 2018    | airplay (format Hot Adult Contemporary) | RCA Records              |
| Rosja             | 28 maja 2018    | airplay                                 | Sony Music Entertainment |
| Stany Zjednoczone | 19 czerwca 2018 | airplay (format Top 40/Mainstream)      | RCA Records              |

## Informacje dodatkowe
- Cover piosenki nagrany został przez artystkę muzyczną Melody Thornton[158], a także przez Christiana Villanuevę (w języku hiszpańskim)[159].
- Utwór znalazł się na składance Sony Music WOW!: Największe hity 2018[160] oraz na kompilacji 2019 Grammy Nominees[161].